# قلعه فوکوئی
قلعه فوکوئی (به ژاپنی: 福井城, Fukui-jō)، کیتانوشو (به ژاپنی: 北ノ庄城) یک قلعه مسطح است که در فوکوئی در استان فوکوئی قرار دارد.